# Anders Boxström
Anders Boxström, född 1 oktober 1766 i Gammalbacka vid Borgå, död 30 september 1849 i Åbo, var en finländsk läkare.
Boxström blev medicine doktor i Åbo 1802, adjunkt i medicin där 1806 och
var läkare vid länslasarettet i Åbo 1811–1823.  Han tilldelades professors namn, heder och värdighet 1812.